# Nikoła Pydewski
Nikoła Pydewski, bułg. Никола Пъдевски (ur. 29 maja 1933 w Płowdiwie, zm. 17 grudnia 2023) – bułgarski szachista, arcymistrz od 1964 roku.

## Kariera szachowa
W latach 50. i 60. należał do ścisłej czołówki bułgarskich szachistów. W latach 1954, 1955, 1962 i 1964 czterokrotnie stawał na najwyższym podium mistrzostw kraju. Pomiędzy 1956 a 1978 rokiem 11 razy reprezentował Bułgarię na szachowych olimpiadach (w tym 3 razy na I szachownicy), w roku 1968 zdobywając wraz z drużyną brązowy medal. Brał udział w wielu międzynarodowych turniejach, zwyciężając bądź dzieląc I miejsca m.in. w Warnie (1960 i 1975), Polanicy-Zdroju (1963, memoriał Akiby Rubinsteina), Fuengiroli (1979), Čoce (1981), Aternach (1983, turniej Acropolis) oraz Kragujevcu (1984, wspólnie z Vlastimilem Jansą).
Najwyższy ranking w karierze osiągnął 1 lipca 1973, z wynikiem 2490 punktów dzielił wówczas 86-93. miejsce na światowej liście FIDE, jednocześnie zajmując 2. miejsce (za Iwanem Radułowem) wśród bułgarskich szachistów. Według retrospektywnego systemu Chessmetrics, w lutym 1963 zajmował 56. miejsce na świecie.
Od 1998 nie występuje w turniejach klasyfikowanych przez Międzynarodową Federację Szachową.